# Rinkeby (metrostation)
Rinkeby is een station van de Stockholmse metro gelegen in het stadsdeel Spånga-Tensta van de gemeente Stockholm, dat werd geopend op 31 augustus 1975. 

## Geschiedenis
In 1965 werd een uitbreidingsplan voor de metro gepresenteerd waarin de bestaande groene en rode route zouden worden verlengd en een nieuwe route, de blauwe, werd voorgesteld om het noordwesten en zuidoosten ook op de metro aan te sluiten. Net als de andere twee routes kreeg ook de blauwe route vertakkingen buiten het centrum. . De twee takken (T10 & T11) van de Nordvästrabanan zouden splitsen bij Västra Skogen en ter hoogte van de stations Rissne (T10) en Ör, het latere Hallonbergen (T11), zou het depot van de lijn komen. De aansluiting van het depot op de T10 werd echter niet bij Rissne maar bij Rinkeby gerealiseerd. 

## Aanleg
Op 31 augustus 1975 werd het eerste deel van de blauwe route geopend tussen T-Centralen en Hjulsta. Omdat de eigen tunnel van de T10 tussen Rinkeby en Västra Skogen nog niet gereed was werd ten noorden van Hallonbergen via het depot naar Rinkeby en het eindpunt van T10 in Hjusta gereden. Het duurde daarna nog bijna 10 jaar voordat de eigen tunnel voor de T10 onder Sundbyberg gereed was. Zoals alle ondergrondse stations van de blauwe route werd ook Rinkeby uitgevoerd  als grotstation. Tijdens de planning van de wijk en het station werd opgeworpen dat de naam verward zou kunnen worden met een gelijknamige buurt in Danderyd die ook op de metro zou worden aangesloten. Op dat moment waren de namen van de buurten op het Järvafältet al vastgesteld en werd besloten om het zo te laten.   

## Ligging en inrichting
De ingang van het station ligt aan de noordkant van de Rinkebytorg tussen winkels aan het plein. Er is ook een achteringang aan de Norra Rinkebygången op niveau +1. De stationshal is met roltrappen en een lift verbonden met een tussenverdieping boven de sporen. Ondergronds is de indeling vergelijkbaar met die van Hallonbergen en Västra skogen. De kunstmatige grot op 20 a 22 meter diepte ligt ten noordwesten van het winkelcentrum en kent drie sporen die ieder in een eigen buis liggen. Tussen de drie buizen zijn dwarsverbindingen zodat de andere sporen en perrons te zien zijn. De sporen 2 en 3 zijn met een vaste trap in het verlengde van de roltrappen verbonden met de tussen verdieping, daarnaast is er ook een lift naar deze perrons. Reizigers in de richting van de binnenstad vertrekken vanaf spoor 3, het middelste spoor 2 is ten zuiden van Rinkeby verbonden met het depot en werd tot 19 augustus 1985 in de reguliere dienst gebruikt door de metro's naar Hjulsta die via het depot reden. Sindsdien ligt het station aan metrolijn T10 tussen Rissne en Tensta en moeten reizigers naar het westen gebruik maken van spoor 1 dat via een loopbrug en een eigen trap of lift bereikbaar is. De afstand tot het metrostation Kungsträdgården bedraagt 12,3 km. 

## Kunst
De artistieke decoratie in het metrostation werd uitgevoerd door:
- Nisse Zetterberg, bakstenen rode muren met gouden inleg en inscripties, getiteld Fornfynd
- Sven Sahlberg, een vergulde sculptuur getiteld Roslagsros
- Lennart Gram, beelden van vliegende vogels op de muur.

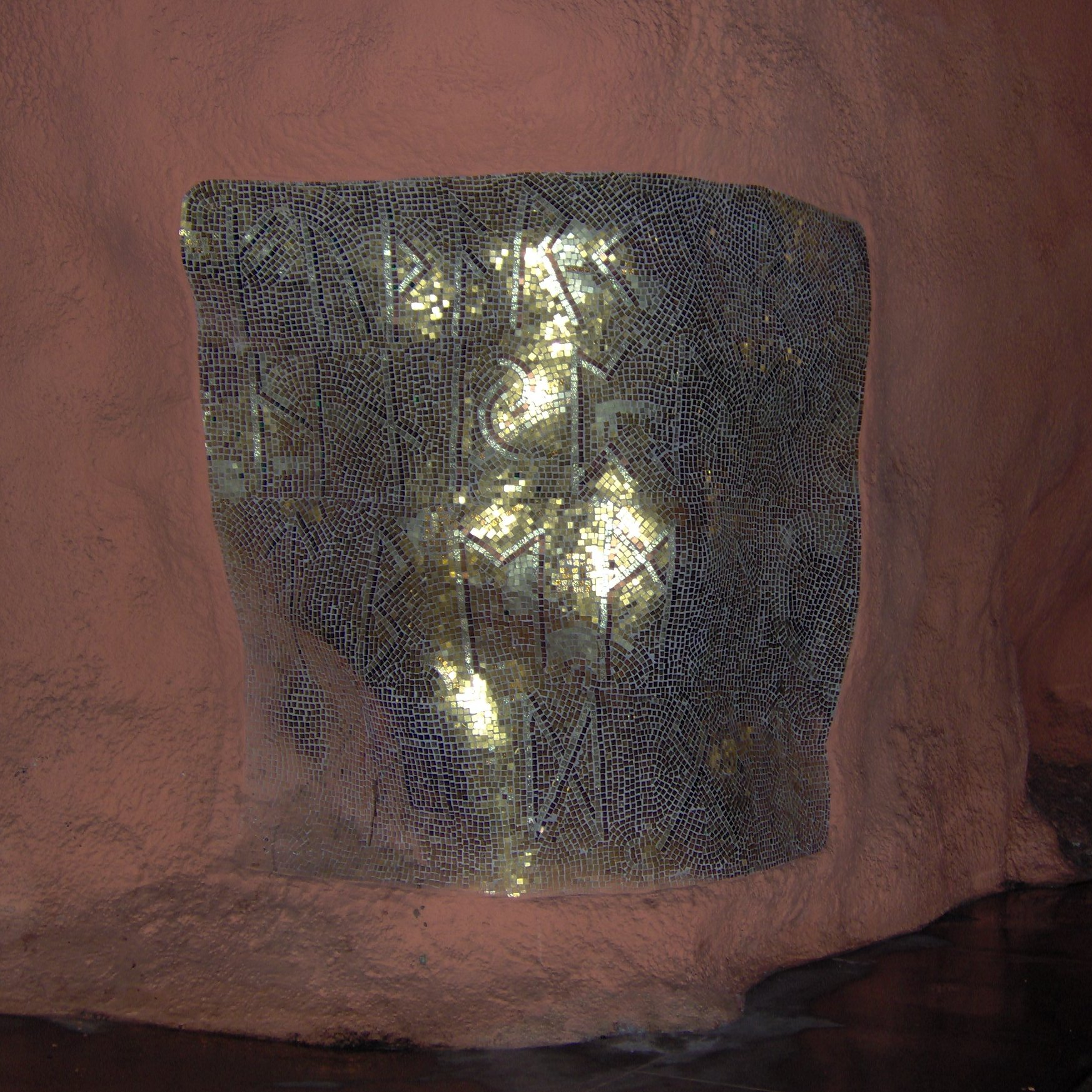
Runen alfabet als verguld mozaïek van Nisse Zetterberg.
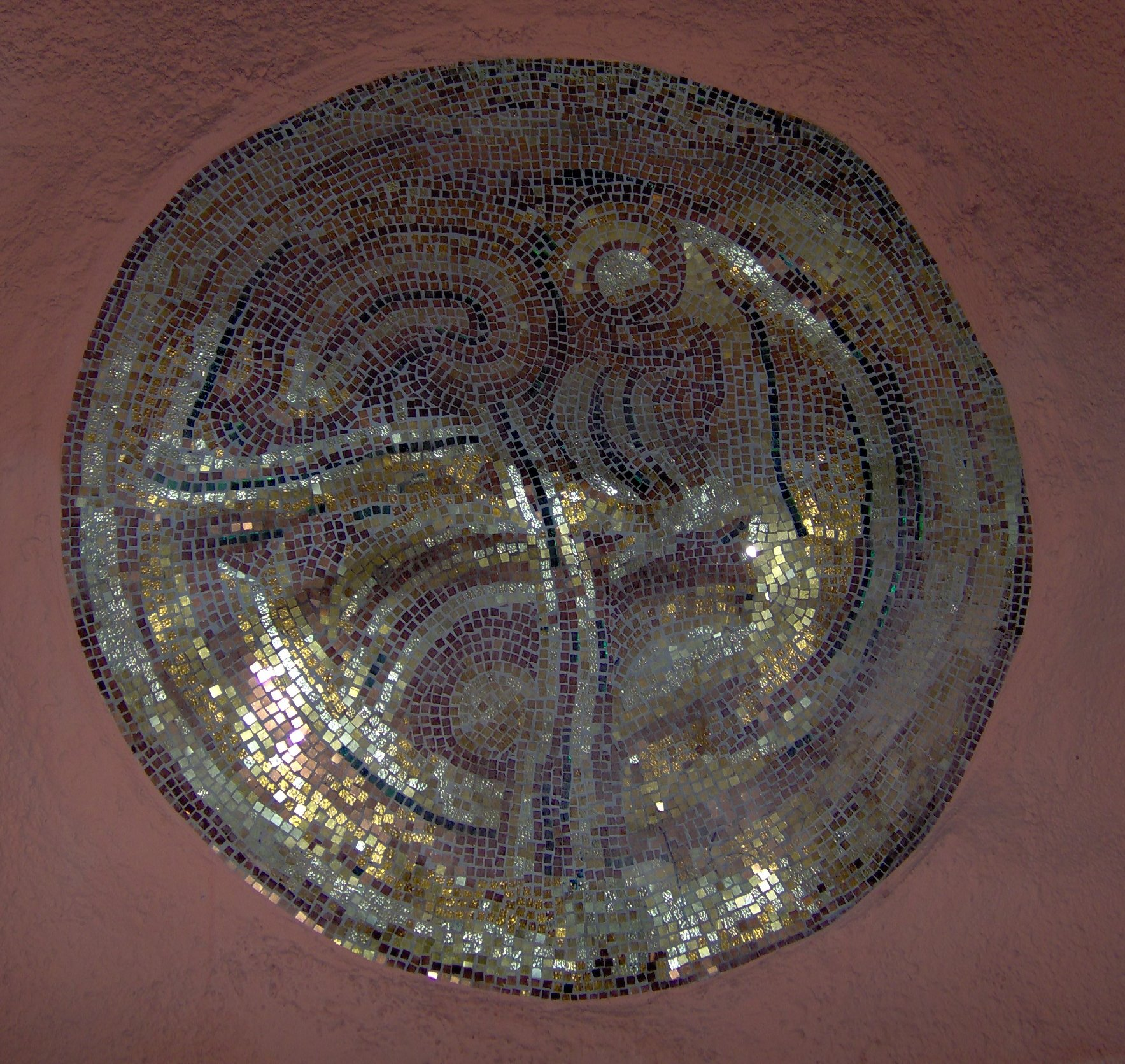
Een verguld schild als mozaïek van Nisse Zetterberg op een van de wanden.
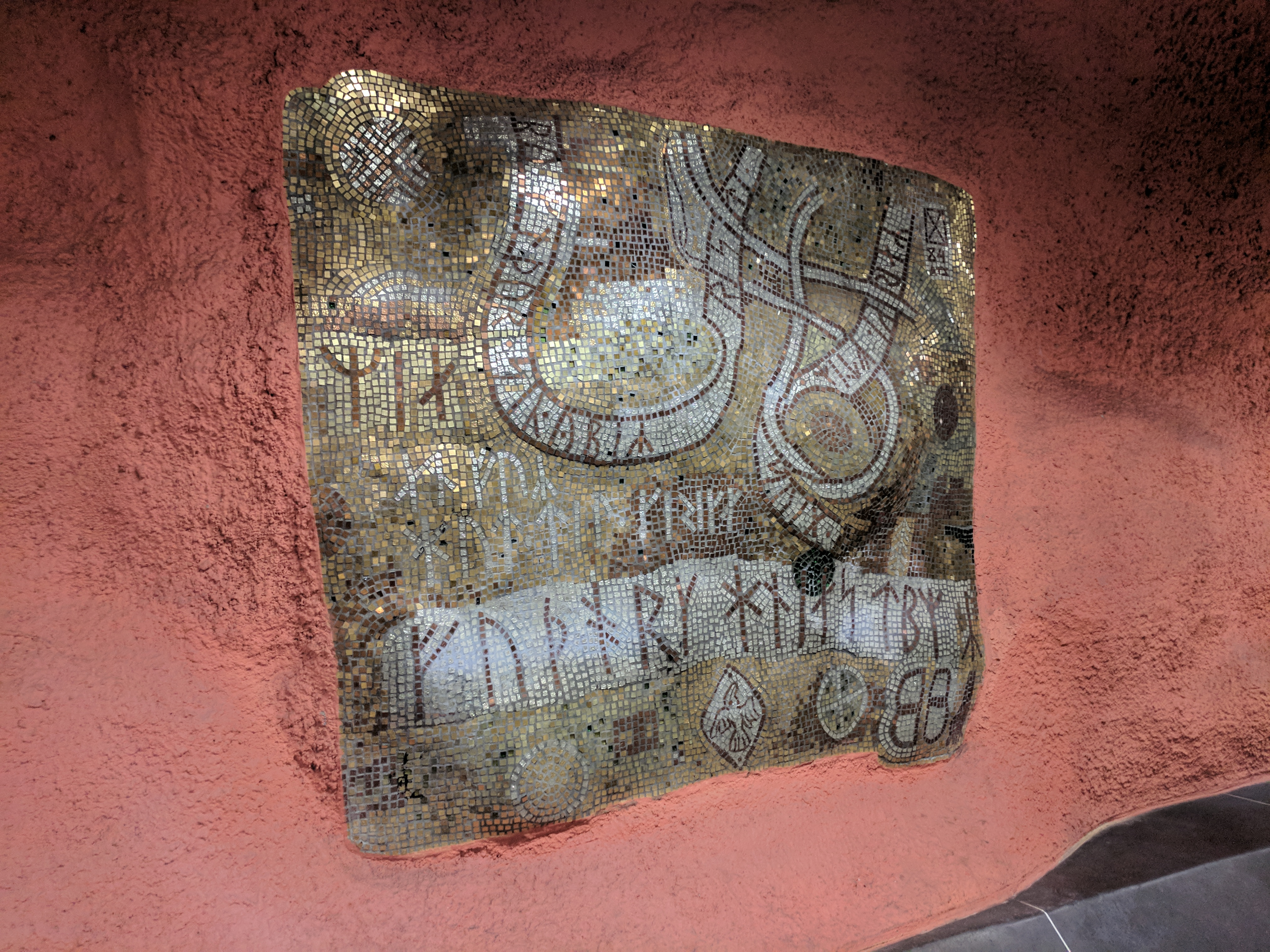
Een mozaïek met runenschrift van de hand van Nisse Zetterberg.
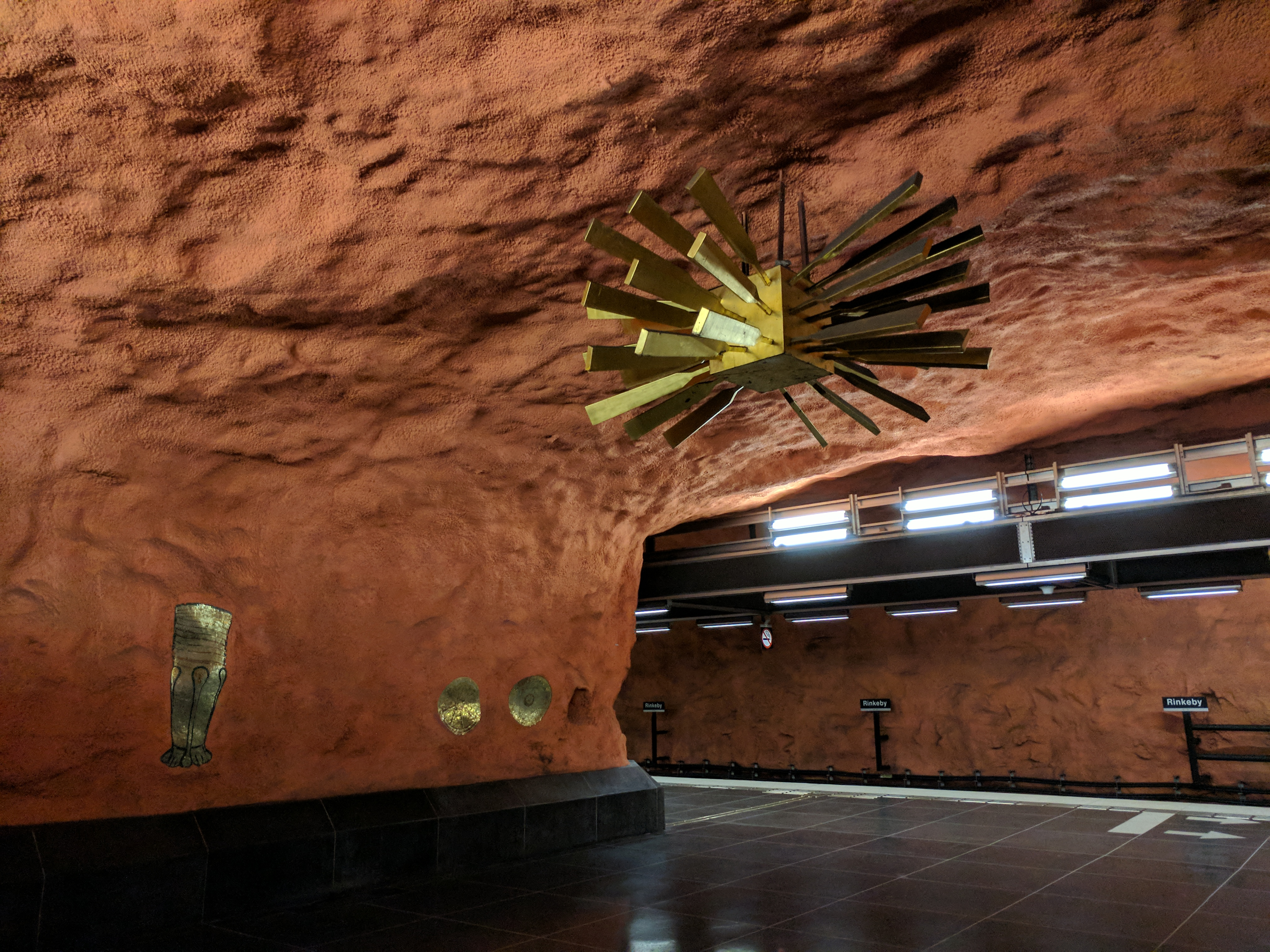
De Roslagsros van Sven Sahlberg als uitbeelding van de zon met zonnestralen.
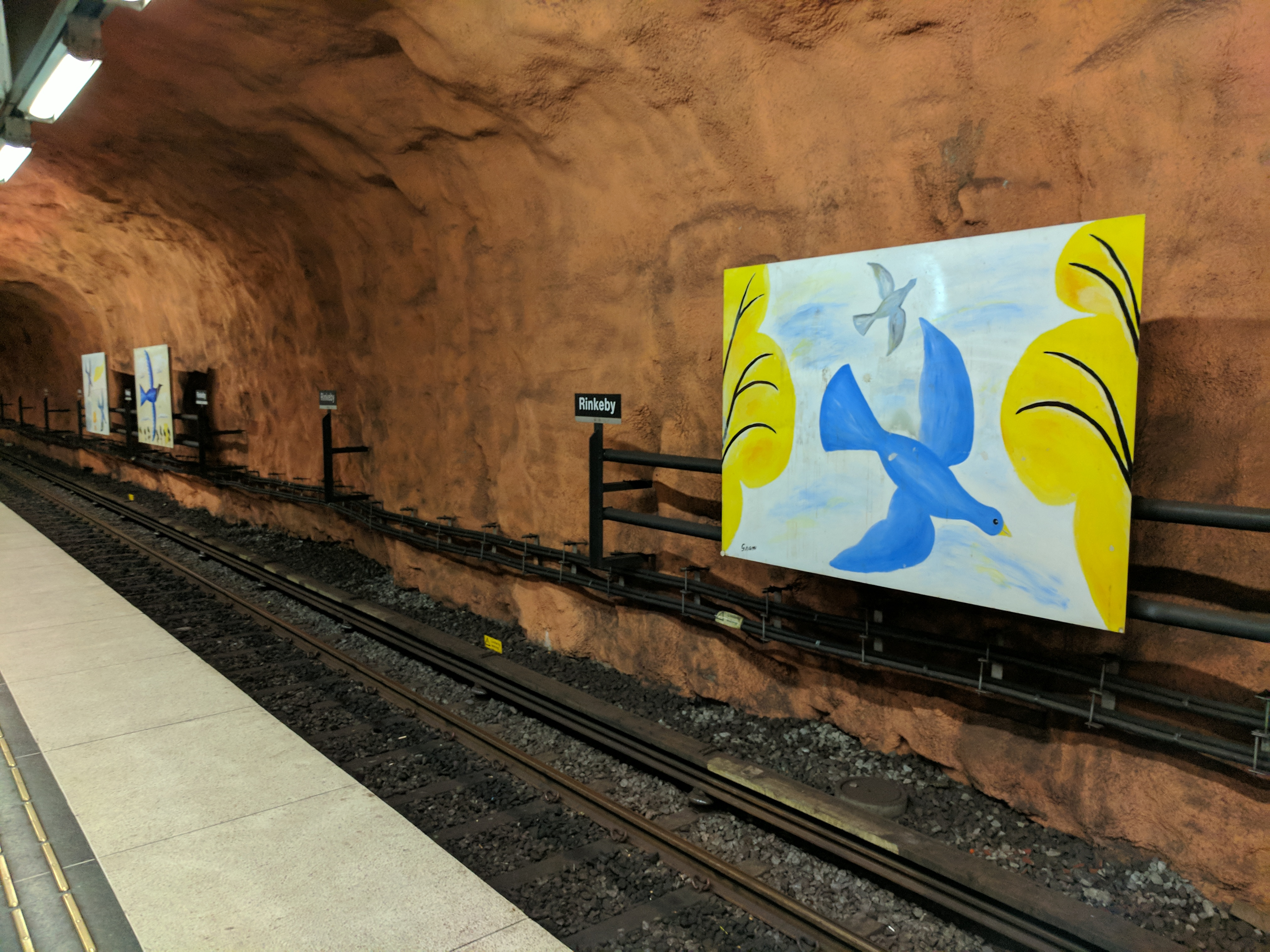
Vogels vliegen in de richting van de trein van Lennart Gram langs het spoor.
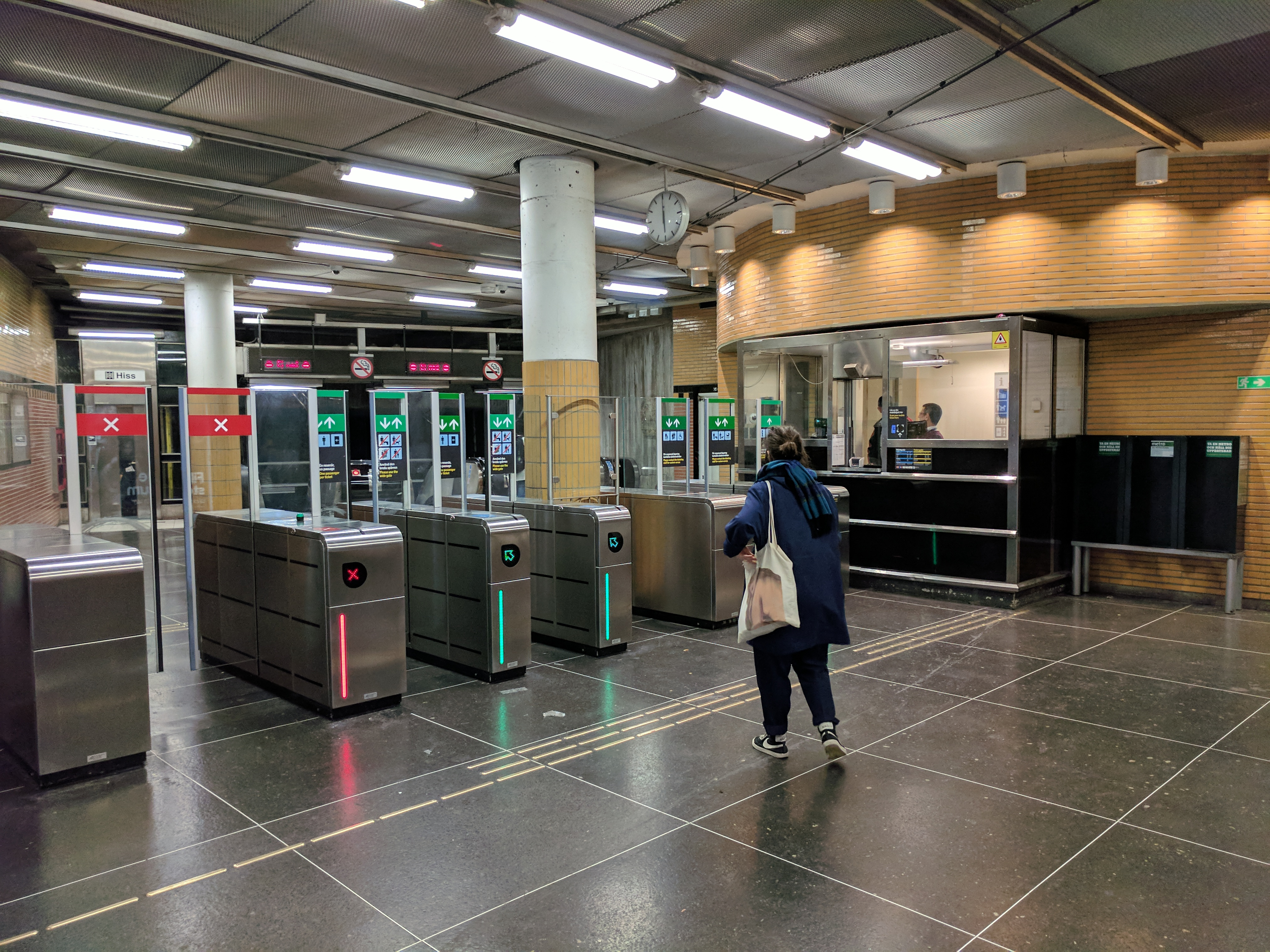
De OV-poortjes bovenaan de roltrappen.